# Stefan Bellesini
Stefan Bellesini (ur. 25 listopada 1774, zm. 2 lutego 1840) – włoski błogosławiony Kościoła katolickiego.

## Życiorys
W 1790 roku mając 16 lat wstąpił do augustianów a w 1797 w Trydencie przyjął święcenia kapłańskie. Po zamknięciu klasztorów przez Francuzów zajął się praca pedagogiczną; w domu swoich rodziców w Trydencie otworzył szkołę dla dzieci. W 1817 roku został mistrzem nowicjatu rzymskiej prowincji zakonu. Po kilku latach został przeniesiony do Citta della Piane, a następnie resztę życia spędził w klasztorze w Genazzano. Zmarł 2 lutego 1840 roku na dżumę. Został beatyfikowany przez papieża Piusa X w 1904 roku.